# Emotional (Falco-album)
Az Emotional Falco osztrák zenész negyedik albuma. 1986-ban jelent meg.

## Számok
1. Emotional
2. Kamikaze Cappa (Dedicated to Robert Cappa Who Died in Indochina 1954)
3. Crime Time
4. Cowboyz and Indianz
5. Coming Home (Jeanny Pt. 2, One Year Later)
6. Star of Moon and Sun
7. Nouveaux Riches
8. Sound of Musik
9. Kiss of Kathleen Turner